# نجيل باربيري
نجيل باربيري (الاسم العلمي:Cynodon barberi) هو نوع من النباتات يتبع جنس النجيل من الفصيلة النجيلية.